# Willemijn de Weerd
Willemijn de Weerd (Twello, 12 januari 1978) is een schrijfster en spreekster met bijna honderd titels op haar naam. Ze won enkele prijzen voor haar jeugdboeken en werd daar diverse keren voor genomineerd. Rondom haar boeken geeft ze lezingen, voorstellingen en workshops. Ook spreekt ze regelmatig over opvoeding. Ze werkt samen met illustratrices als Esther Leeuwrik, Marijke ten Cate en Marjolein Hund.

## Biografie

### Jeugd en opleiding
De Weerd werd geboren in Twello en groeide op in Lochem in een gezin van vier kinderen. 
In 2001 verscheen haar eerste boek, Boaz is bruin. Later volgden er nog meer boeken. In 2004 won ze de christelijke literatuurprijs "Het hoogste Woord" met haar boek Ik ben niet bang en in 2014 met het boek Ik stuur je de zon.

### Privé
De Weerd is getrouwd en heeft vier dochters.